# فری کلاس کوستال
فری کلاس کوستال (به انگلیسی: Coastal-class ferry) یک کلاس از کشتی است که طول آن ۱۶۰ متر (۵۲۵ فوت) می‌باشد.